# 英國陸軍第2裝甲師
第2裝甲師是英國陸軍的一個裝甲師。該師成立於1939年。1941年5月10日，該師解散。但在1976年，該師又一度重建。不過，最終，1983年，該師轉型爲步兵師。

## 歷史
第2裝甲師成立於1939年12月。成立後，該師一直留守英國本土。1941年初，該師被調往北非。該師的第一裝甲旅曾被派往希臘，但是爲德軍所殲滅。在隨後的戰鬥中，其餘的部隊大多數均在1941年4月在托布魯克被德軍殲滅或俘虜。1941年5月10日，該師解散。在1976年，該師又一度在德國重建。不過，最終，1983年，該師轉型爲步兵師。